# Toros (miejscowość)
Toros (bułg. Торос) – wieś w Bułgarii, w obwodzie Łowecz, w gminie Łukowit. Według danych szacunkowych Ujednoliconego Systemu Ewidencji Ludności oraz Usług Administracyjnych dla Ludności, 15 września 2022 roku miejscowość liczyła 1449 mieszkańców.

## Nazwa
Nazwa wsi może być również pochodzenia ormiańskiego – od imienia Toros, ormiańskiej odmiany greckiego imienia Theodoros i oznaczającego „dar Boży” – twierdzi lingwista Uniwersytetu w Sofii Petyr Golijski. Według bułgarskiego językoznawcy Jordana Zaimowa nazwa wsi pochodzi od słowa tor i przedimka zastępczego.